# Theo Hauser
Theo Hauser (* 18. September 2003) ist ein österreichischer Radrennfahrer, der sich im Mountainbikesport auf die Disziplin Cross-Country Eliminator (XCE) spezialisiert hat.

## Sportlicher Werdegang
Hauser machte 2020 auf sich aufmerksam, als er mit 17 Jahren österreichischer Meister im Eliminator und Vizemeister im Shorttrack-Rennen wurde. Im Jahr darauf wurde er nochmals Vizemeister im Eliminator hinter Ex-Weltmeister Daniel Federspiel. Er spezialisierte sich auf diese Disziplin und kam 2022 bei seinen beiden ersten Weltcupteilnahmen in Oudenaarde und Sakarya jeweils auf den dritten Platz. Zum Abschluss der Saison wurde er Vierter bei den Weltmeisterschaften.
Von 2023 bis 2025 gewann Hauser jeweils die österreichischen Meisterschaften im Eliminator. International gewann er im Juni 2024 in Leuven erstmals ein Weltcuprennen sowie im Oktober 2024 in Gibraltar die Europameisterschaften. Im Jahr darauf wurde er Vizeweltmeister.
Hauser stammt aus der Steiermark und fährt für den Bikeclub Stattegg. Im Straßenradsport fährt er für das Team WSA KTM Graz.

## Erfolge
2020
 Österreichischer Meister – XCE
2023
 Österreichischer Meister – XCE
2024
 Europameister – XCE
 Österreichischer Meister – XCE
ein Weltcup-Erfolg – XCE
2025
 Österreichischer Meister – XCE
 Weltmeisterschaften – XCE